# Avortement au Botswana
L'avortement au Botswana n'est légal que s'il sauve la vie de la femme, si la grossesse met gravement en danger la santé physique ou mentale de la femme, ou si elle résulte d'un viol ou d'un inceste. Au Botswana, les avortements qui répondent à ces exigences doivent être pratiqués dans les 16 premières semaines de grossesse dans un hôpital public et doivent être approuvés par deux médecins.

## Impact des lois restrictives sur l'avortement
Bien que les femmes au Botswana aient l'un des meilleurs accès à l'avortement en Afrique subsaharienne, en raison de ces exceptions, de nombreuses femmes ont encore recours à des avortements à risque et à des avortements auto-provoqués, entraînant généralement la mort maternelle.

## Impacts socioculturels sur l'avortement
Au Botswana, de nombreuses familles suivent encore la coutume lobola dans laquelle les hommes paient la famille d'une femme afin de la prendre comme épouse. Cela crée une attente selon laquelle les maris deviennent propriétaires du corps de leur femme, y compris leurs droits reproductifs. Même si ce sentiment peut conduire à une grossesse résultant d'un viol, il est peu probable que les hôpitaux et les cliniques approuvent les cas de viol conjugal comme justifiant l'avortement, car les normes culturelles suggèrent que les maris ont droit au corps de leur femme.